# غارة توجوجا الجوية
غارة توجوجا الجوية في 22 يونيو 2021 وقعت غارة جوية في توغوجا إثيوبيا.

## الهجوم
في حوالي الساعة 1 ظهرًا يوم 22 يونيو 2021 تعرض سوق توغوجا وهي قرية في منطقة تيغراي بشمال إثيوبيا لغارة جوية. قتلت الغارة الجوية 58 شخصًا، وخلفت 200 جريحًا. منع الجنود سيارات الإسعاف التي كانت تحاول الوصول إلى توغوجا بالقرب من توكول، لكن قافلة أخرى من سيارات الإسعاف تمكنت من الوصول عبر طريق مختلف. حتى أن القوات الإثيوبية أطلقت النار على قافلة من سيارات الإسعاف مرتين على حدة. تمكنت سيارات الإسعاف من نقل 25 جريحًا إلى مستشفى أيدر الإحالة في اليوم التالي.

## التفاعلات
- صرحت الأمم المتحدة بأنها "منزعجة للغاية" من أنباء عن منع وصول المساعدات إلى موقع القنبلة. صرح راميش راجاسينغهام مساعد الأمين العام للشؤون الإنسانية ونائب منسق الإغاثة في حالات الطوارئ بأن الهجمات الموجهة ضد المدنيين والهجمات العشوائية محظورة".
- ذكر الاتحاد الأوروبي أنه «إذا تم تأكيد ذلك، فإن حظر سيارات الإسعاف يمكن أن يرقى إلى مستوى انتهاك القانون الدولي». كما ذكر الاتحاد الأوروبي أن هذا القصف «يضيف إلى سلسلة الانتهاكات المروعة للقانون الإنساني الدولي وحقوق الإنسان» وأنه «يدين بشدة الاستهداف المتعمد للمدنيين».
- ذكرت وزارة الخارجية الأمريكية أنها «قلقة من التقارير التي تتحدث عن مقتل مدنيين في هجوم السوق، وحثت السلطات الإثيوبية على ضمان الوصول الطبي الكامل لجميع الضحايا». وأننا «ندعو أيضًا إلى إجراء تحقيق عاجل ومستقل، بالإضافة إلى إجراءات علاجية، لمحاسبة المسؤولين عن هذا الهجوم».[3]